# دهستان گوگ‌تپه
دهستان گوگ تپه نام دهستانی در بخش مرکزی شهرستان بیله‌سوار، استان اردبیل در ایران است. براساس سرشماری مرکز آمار ایران در سال ۱۳۹۵، جمعیت آن ۹۹۷۲ نفر (۳۲۷۱ خانوار) بوده‌است.

## فهرست روستا‌ها
دهستان گوگ تپه
این دهستان از ۲۲ آبادی و روستا تشکیل شده است.
1. گوگ تپه
2. بابک
3. زرگر
4. دمیرچیلو
5. قره قاسملو
6. گون پاپاق
7. اودلو
8. مرادلو
9. فولادلوقوئو
10. بیگ باغلو
11. زنده آباد
12. قشلاق بهرام
13. چای قشلافی اقاقلی
14. قشلاق اق برون
15. قشلاق قیرلو
16. قشلاق حاجی بایرش
17. قشلاق حاج الهوردی
18. قشلاق اوچ درق وسطی
19. قشلاق اوچ درق علیا
20. مزرعه بخشعلی
21. قشلاق قوش داش باشیل
22. قشلاق قوش داش میرزا خان